# ساحل بابایف
ساحل بابایف (انگلیسی: Sahil Babayev؛ زادهٔ ۱۹۸۰) سیاستمدار اهل جمهوری آذربایجان است.